# Coffret aux saintes huiles

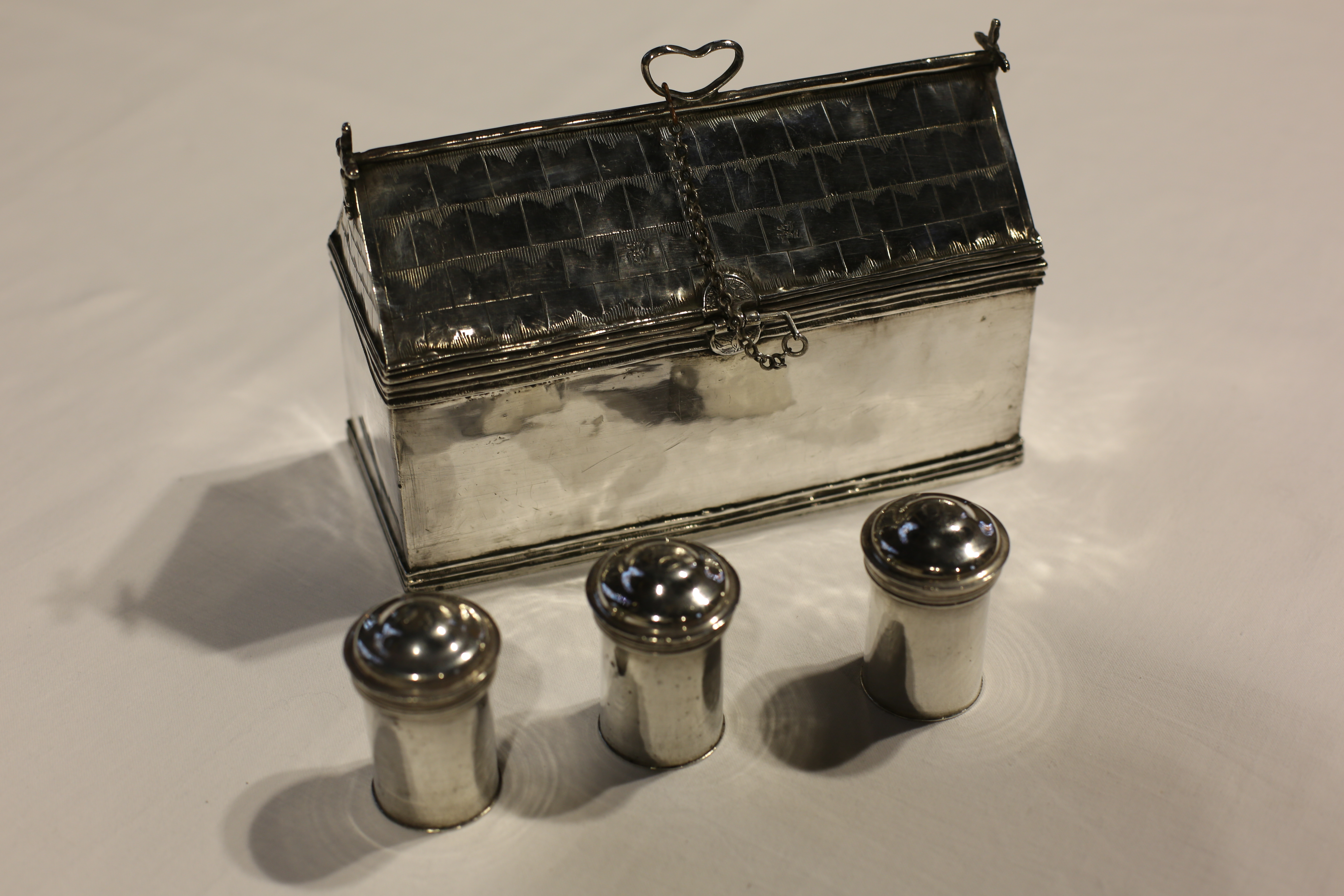
Coffret aux saintes huiles en argent et ses trois ampoules, présent dans le trésor de Saint-Jean-du-Doigt, datant du début du XVIIe siècle ou du XVIIe siècle, et portant le poinçon de maître de François Lapous fils.

Un coffret aux saintes huiles est un objet lié aux sacrements de la liturgie catholique.
Il s'agit d'une petite boîte destinée à recevoir un à trois petits flacons d'ampoules contenant les saintes huiles. Le coffret épouse parfois la forme des ampoules ou comprend en son sein une plaque perforée destinée à tenir les ampoules en place.